# 1949年察北鼠疫

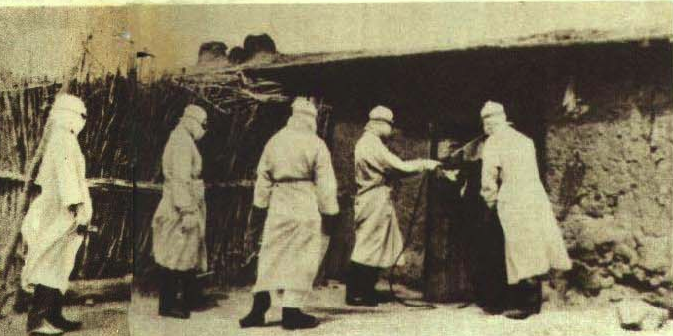
1949年察北鼠疫中的苏联医疗队。

1949年察北鼠疫是指在1949年10月至11月间，爆发于中国境内察哈尔省（省会张家口）北部的一次鼠疫病，属于第三次鼠疫大流行期间的一次疫情。至1949年11月8日，察哈尔省的察哈尔盟共因鼠疫死亡75人，其它地区没有发现因鼠疫死亡人员，同日，中央防疫委员会估计今后疫情不会继续过大蔓延，但是要消灭疫症，仍然“尚需相当时日”。至12月初，疫情被控制并最终消灭。

## 疫情爆发
1949年8月，察北专区发现首例鼠疫病例，因当地牧民防疫知识匮乏，鼠疫迅速流行，至10月18日，当地已有19户被鼠疫传染，患者34人全部死亡。10月26日，疫情已侵入张家口市。到11月初，已有患者69人，其中66人死亡。染病者快则一天，慢则三至五天即死亡。
因北京与张家口距离较近、交通便利，使北京亦受到鼠疫疫情威胁，10月26日政府停运北京到张家口的火车线路。

## 防疫措施

### 国内
1949年10月27日，为扑灭鼠疫疫情，防止扩散，董必武代表中央人民政府政务院主持了扑灭察北鼠疫的紧急会议，政务院总理周恩来和副总理陈云、郭沫若、黄炎培都出席了会议，到会的还有彭真、聂荣臻、滕代远、刘澜涛、陆定一、罗瑞卿、李德全、胡乔木、唐延杰、贺诚、苏井观、杨奇清、张友渔、薛子正、朱琏等。会议听取了卫生部、察北地区卫生部门关于疫情的汇报，分析了疫情发展趋势，明确了“扑灭察北鼠疫防止蔓延”的救灾目标，并通过决议，确定立即成立中央防疫委员会，统一领导防疫工作。经董必武提议，任命副总参谋长、华北军区司令员聂荣臻，卫生部部长李德全，副部长贺诚为主任委员。最后会议决定中央防疫委员会由董必武、聂荣臻、滕代远、陆定一、李德全、贺诚、杨奇清组成，由董必武任主任委员并总负责。防疫会议结束以后，中央防疫委员会立即举行第一次会议，决定中央防疫委员会建立经常办公制度，并在北京市东单小土地庙九号原华北人民政府卫生部旧址办公。
1949年10月28日，中央防疫委员会召开第二次委员会议，提出了在两个星期内遏制鼠疫蔓延趋势的目标，并对中央防疫委员会的组织架构进行了安排。会议决定了该委员会的组织构成：下设四处一办，直属政务院管理。
- 中央防疫委员会
  - 中央防疫委员会主任办公室
  - 中央防疫委员会封锁处，由聂荣臻负责
  - 中央防疫委员会防疫处，由贺诚负责
  - 中央防疫委员会宣传处，由新闻总署负责
  - 中央防疫委员会秘书处，由华北人民政府卫生部副部长朱琏负责

中央防疫委员会还特别刊印了《中央防疫委员会简报》。中央防疫委员会的机构设置形成了封锁、防疫、宣教三位一体的防疫体系，成为中华人民共和国日后灾害管理的经典模式。会后，各地相继仿照中央防疫委员会的组织架构成立了各级抗灾防疫组织。紧急会议上决定采取的措施有：
- 严密封锁交通，责成华北人民政府与华北军区赶调部队，并动员各省、各专署以及各县区村党政军民对疫情进行封锁。在张家口与北京之间建立三道封锁线。铁道部命令从10月27日起，京绥铁路北京南口至张家口以及张家口至山西大同区段停止通车。公路以及人行路也在封锁范围内。
- 赶调医疗队、防疫人员和药品到疫区，加强疫区的防疫防治工作力量，卫生部发出电报，电令东北地区的全部防疫队和两百万人份疫苗紧急入关，星夜赶赴疫区工作。动员北京和天津地区的医务卫生人员参加防疫运动，指定北京天坛防疫处赶制药苗。动员1186名防疫工作人员，对疫区群众进行普遍注射免疫。共计支出防疫经费人民币8442万元。
- 责成卫生部赶制宣传品，动员各地报纸、广播电台、电影，并组织各种宣传队，广泛开展宣传。
- 组织中央防疫委员会，由董必武任主任委员。

1949年10月29日，北京市人民政府成立北京市防疫委员会，该委员会主任由聂荣臻担任。当日，华北人民政府、华北军区联合发布防疫命令，为防止鼠疫蔓延以强制办法封锁交通。
1949年10月31日开始，北京新华广播电台开始播出介绍防治鼠疫知识、方法和消息的节目，对群众展开宣传教育，普及相关常识，打破群众的恐惧心理；各级防疫委员会的宣传科开始印发疫情防控的相关书籍、手册、标语，并在街道悬挂横幅，普及鼠疫防控常识，同时也采用活报剧、歌咏、幻灯、相声等形式宣传鼠疫防控工作。
1949年11月4日，政务院第四次会议听取了中央防治委员会的防疫工作报告，批准了防疫委员会采取的工作措施。
1949年11月7日到20日，防疫委员会为通过营造清新整洁的环境，遏制鼠疫疫情，组织、发动群众展开大扫除工作，期间内共清除卫生死角的垃圾超过3.18万吨。
1949年11月10日，北京市防疫委员会发布《捕鼠灭蚤须知》，表示为铲除鼠疫传播的环境，“捕鼠和灭蚤是防疫的首要工作”，到11月24日，北京市防疫委员会统计已累计捕鼠4.2万余只。
1949年11月11日，政务院第五次会议听取了中华人民共和国政务院副总理、中央防疫委员会主任委员董必武所做的防疫工作报告。报告指出，疫情已经停止蔓延，呈现出范围缩小的趋势。
1949年11月12日，中央防疫处制成了中华人民共和国成立以后的第一批鼠疫疫苗，为消灭这次鼠疫提供了急需品。卫生部部长李德全亲自为该处14名优秀工作人员授奖。至12月7日，已接种鼠疫疫苗的人数达到172万余人，合计用DDT粉喷射消毒13万余人、物品4万余件、房间115间；用苯酚液对2300余间房间、1930个床位、1.2万余个物品作喷射消毒处理。

### 苏联援助
由于当时中华人民共和国刚刚成立，国内防疫条件和资金十分匮乏，所以中央人民政府主席毛泽东于11月22日致电苏联共产党中央委员会总书记约瑟夫·斯大林，请求苏联方面帮助防止鼠疫。在电文中，毛泽东称：“张家口以北地区发生了肺鼠疫，死60余人。已蔓延至张家口，死4人，威胁平津。电请苏联方面考虑是否可以空运生菌疫苗四百万人份，血清十万人份至北京应用，所需代价，中国政府当以物物交换办法照付。另外，苏联政府是否可以再派一防疫队来北京转往张家口帮助进行鼠疫防治工作。”
苏联方面在收到电文之后，立刻组织了医学方面的专家和防疫人员投入张家口地区的防疫工作。至11月22日，苏联医学专家和工作人员顺利完成任务由北京启程返回苏联。当天，中央防疫委员会、中央人民政府卫生部、中央人民政府外交部和中苏友好协会总会在北京联合集会欢送苏联人员回国。政务院副总理，中央防疫委员会主任委员董必武主持了欢送大会并在会上致辞，代表中国防疫委员会等感谢斯大林和苏联政府对中国防疫工作的关心和帮助。大会向苏联专家和防疫人员授旗和纪念章，并赠送了礼品。

## 结果与影响
1949年11月底，察北鼠疫得到有效控制，北京未发生任何病例。11月28日，《人民日报》发布《卫生战线上一个伟大胜利》一文，宣布察北鼠疫的传播已被遏止。
因中央防疫委员会是为扑灭察北鼠疫而组成的临时性机构，1949年12月察北鼠疫被扑灭后，该机构被撤销，但大部分地方防疫机构得以保留。

## 外部連結
- 积极防治与消灭严重危害的传染病
- 对在华苏联专家问题的历史考察：基本状况及政策变化
- https://web.archive.org/web/20070930155757/http://www.wanfangdata.com.cn/qikan/periodical.Articles/zhyszz/zhys2000/0001/000121.htm
- https://web.archive.org/web/20061207102429/http://www.dwzx.net/system/2003/08/28/000019863.shtml
- （史志资料）内蒙古自治区成立后各种传染病的流行与防治